# Clisson
Clisson is een gemeente in het Franse departement Loire-Atlantique (regio Pays de la Loire). De plaats maakt deel uit van het arrondissement Nantes. Clisson telde op 1 januari 2022 7.459 inwoners.
Clisson is de hoofdstad van het wijngebied van Nantes (appellation Muscadet-Sèvre-et-Maine).

## Geschiedenis
Clisson had in de middeleeuwen een strategische ligging in Bretagne bij de grens met Poitou en Anjou. De oudste delen van het huidige kasteel dateren uit de 13e eeuw. In de 14e eeuw, onder Olivier V de Clisson, werd het kasteel uitgerust met bastions. In de 15e eeuw was het de favoriete residentie van hertog Frans II van Bretagne. De stad groeide bij het kasteel en bloeide dankzij de handel. De lagere delen van de stad waren kwetsbaar voor overstromingen.
Tijdens de Opstand in de Vendée was Clisson afwisselend in handen van republikeinse en royalistische troepen. Het republikeinse leger maakte van Clisson zijn uitvalsbasis. De stad werd in 1793 en 1794 bijna volledig verwoest door brand en plunderingen en werd verlaten door de inwoners. Ze werd aan het begin van de 19e eeuw geheel opnieuw opgebouwd in een quasi Toscaanse bouwstijl. Dit was het werk van de broers Pierre en François Cacault, de een schilder, de andere diplomaat, geholpen door de beeldhouwer François-Frédéric Lemot. Het schilderachtig uiterlijk van Clisson trok in de 19e eeuw vele kunstenaars aan. Clisson werd getroffen door overstromingen in 1906, 1960 en 1983.

## Geografie
De oppervlakte van Clisson bedroeg op 1 januari 2022 11,3 vierkante kilometer; de bevolkingsdichtheid was toen 660,1 inwoners per km². De stad ligt aan de oever van de Sèvre Nantaise en de Moine.

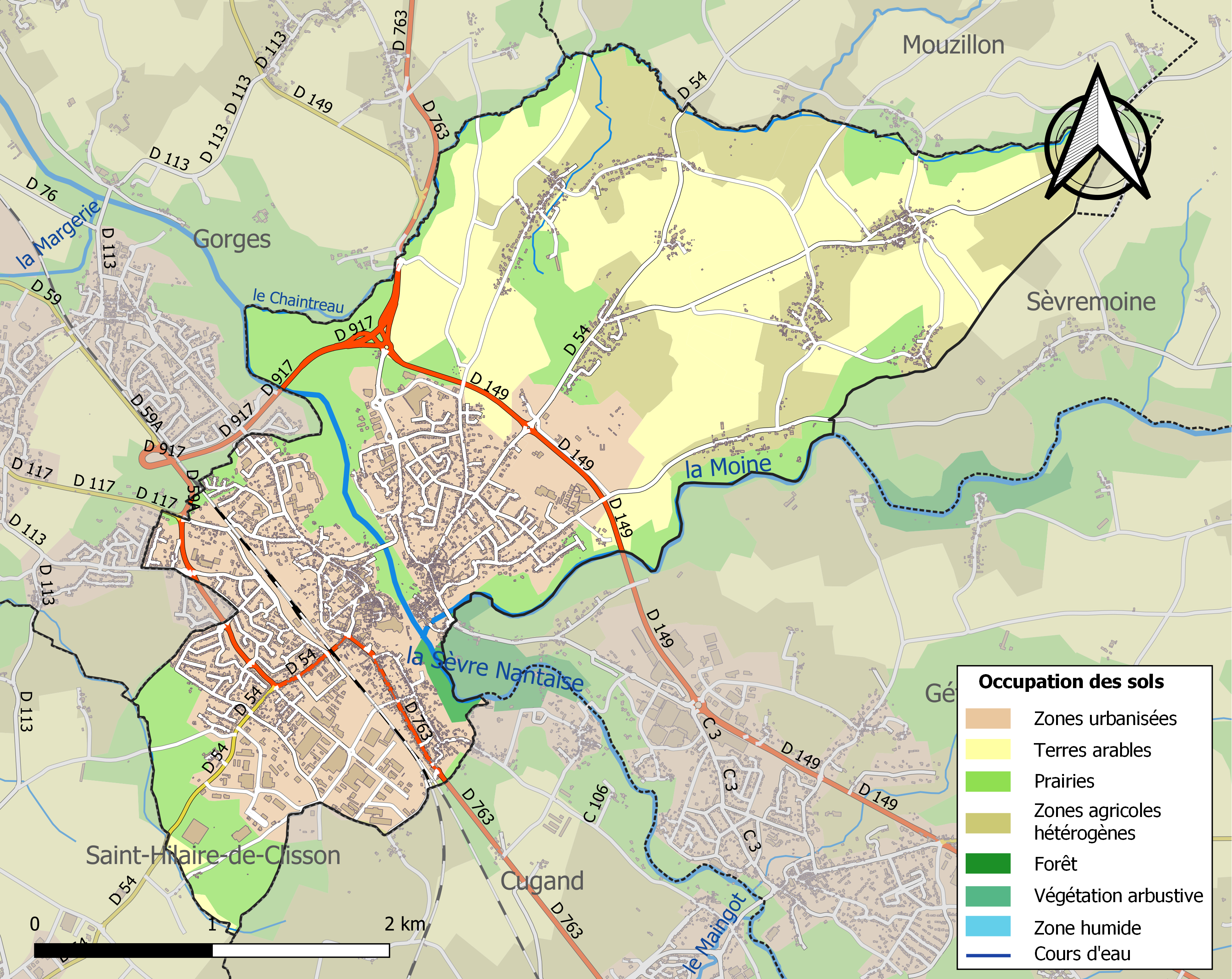
Kaart van de gemeente met de belangrijkste infrastructuur, bodemgebruik en omliggende gemeenten

## Demografie
Onderstaande figuur toont het verloop van het inwonertal (bron: INSEE-tellingen).

## Verkeer & vervoer
In de gemeente ligt spoorwegstation Clisson.

## Cultuur en erfgoed
Hellfest, een van de belangrijkste metalfestivals in Europa, vindt plaats in de gemeente sinds 2006.
Bezienswaardigheden zijn:

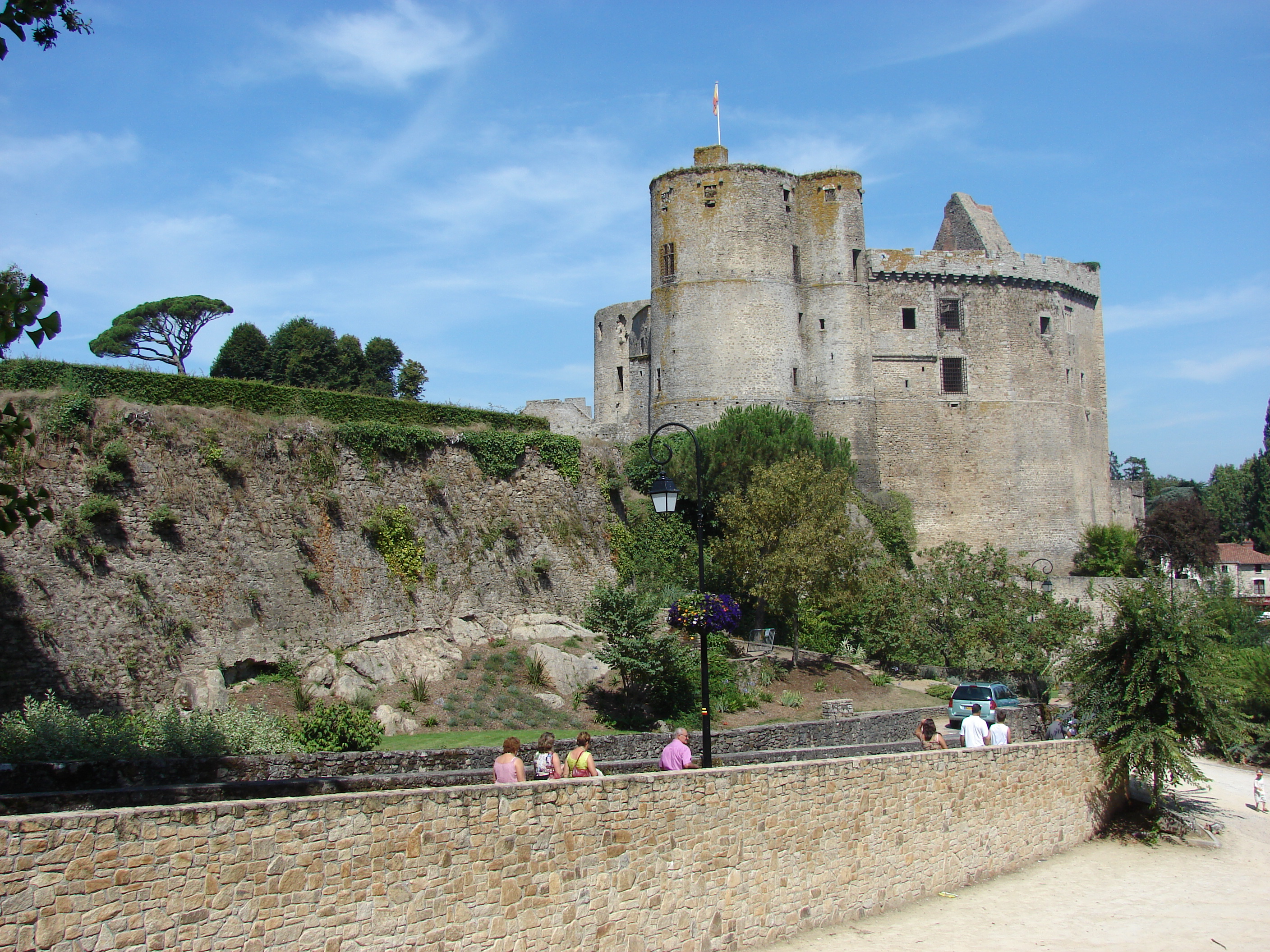
Kasteel van Clisson
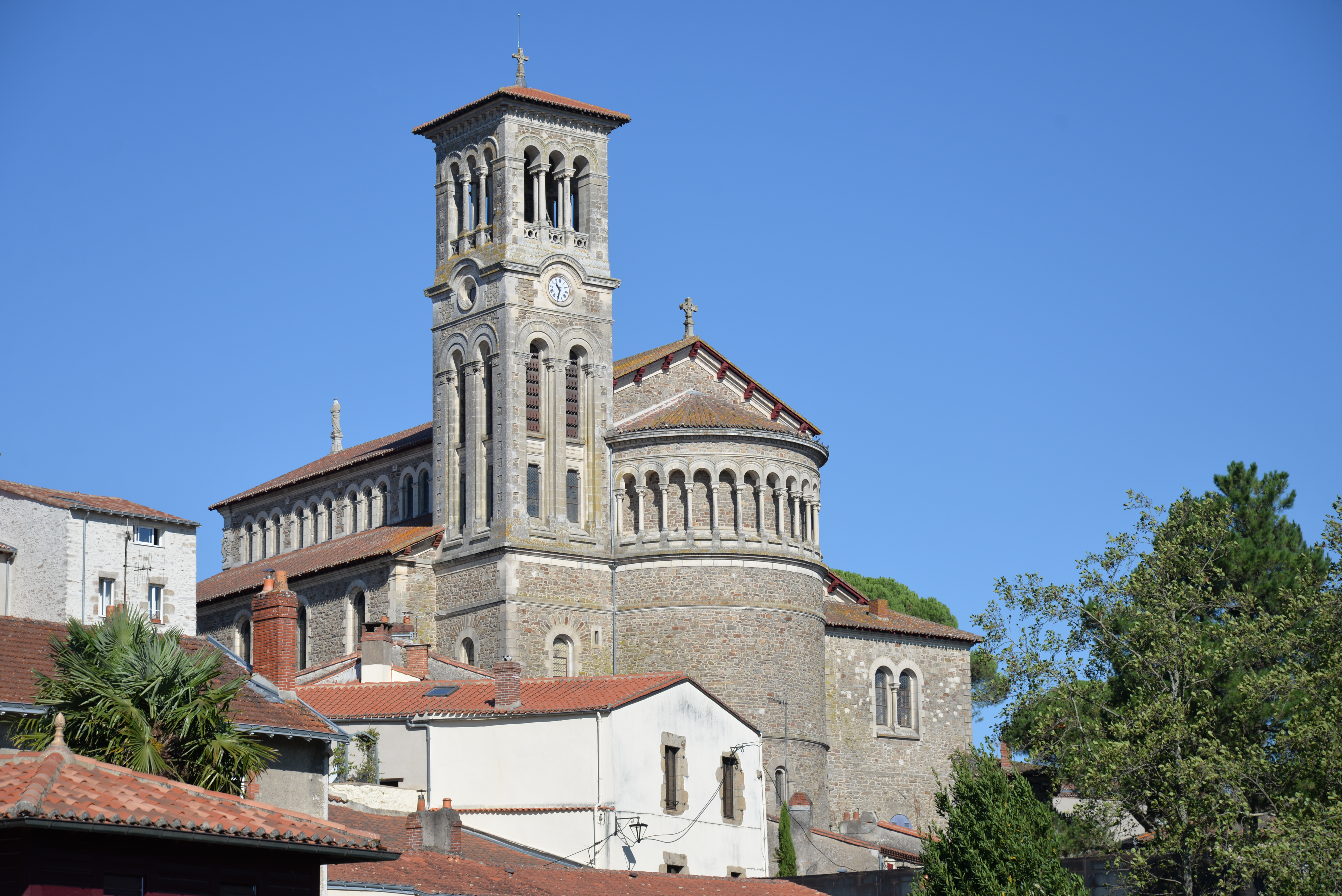
Église Notre-Dame
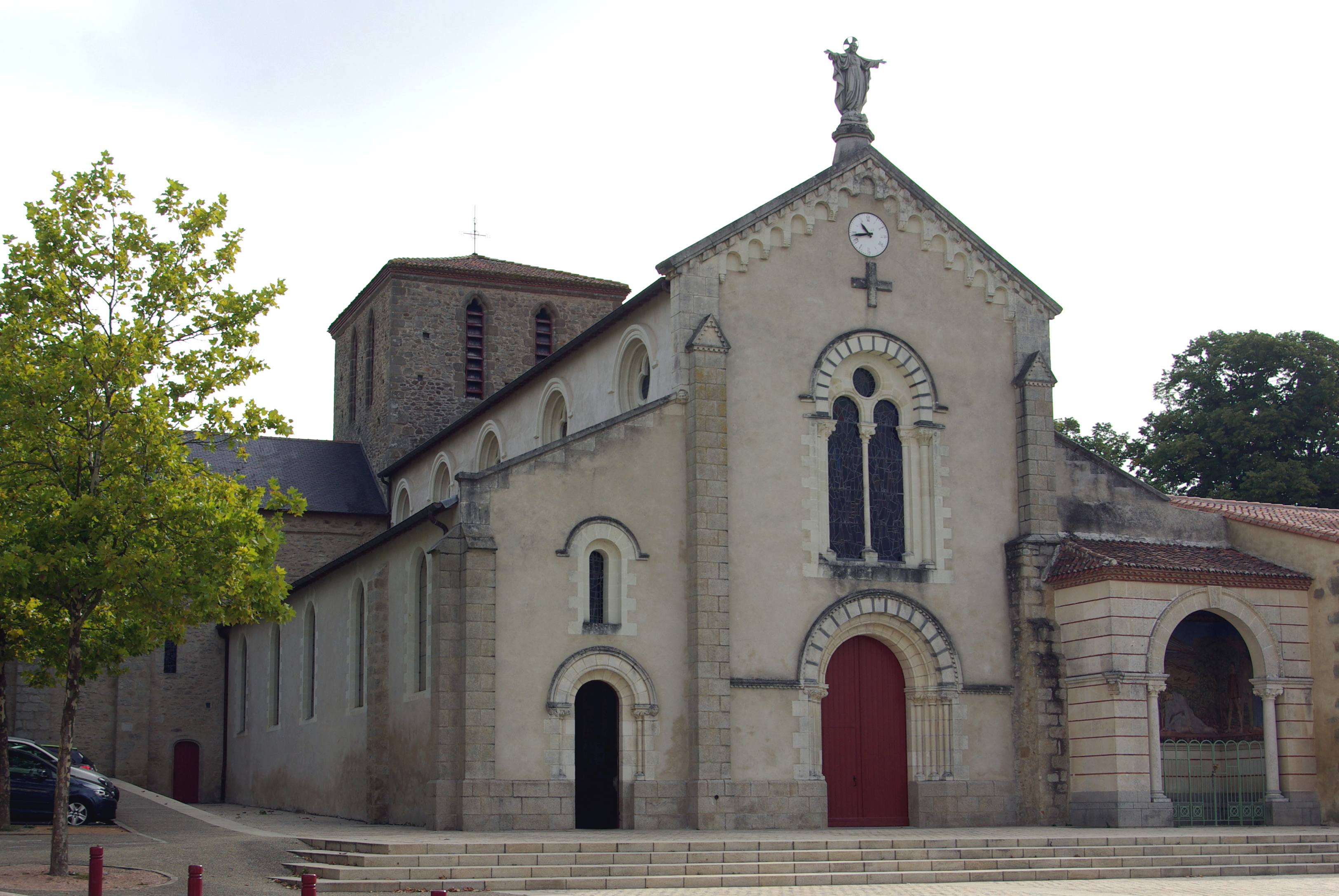
Pont de la Vallée (18e eeuw) over de Sèvre nantaise
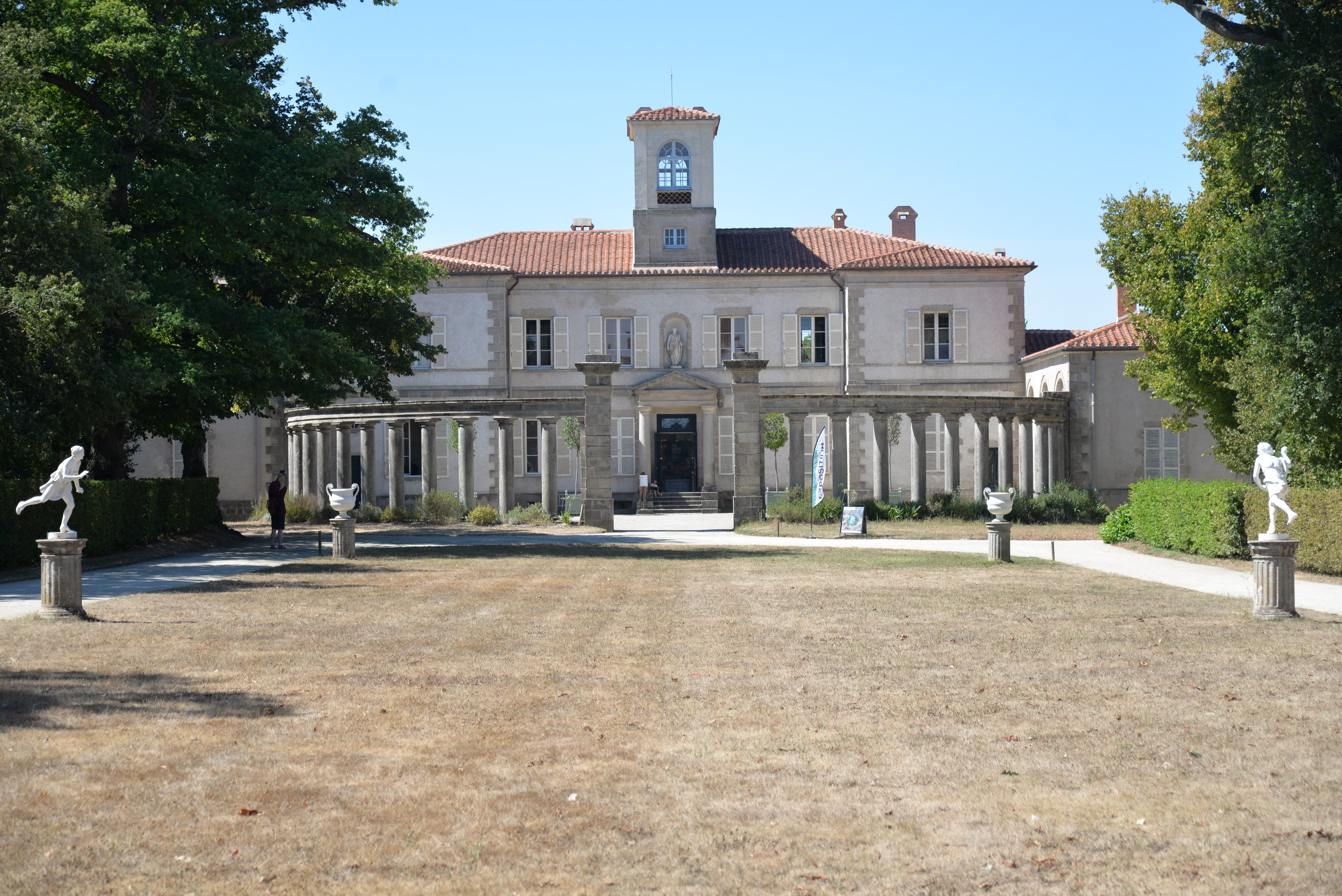
La Garenne Lemot
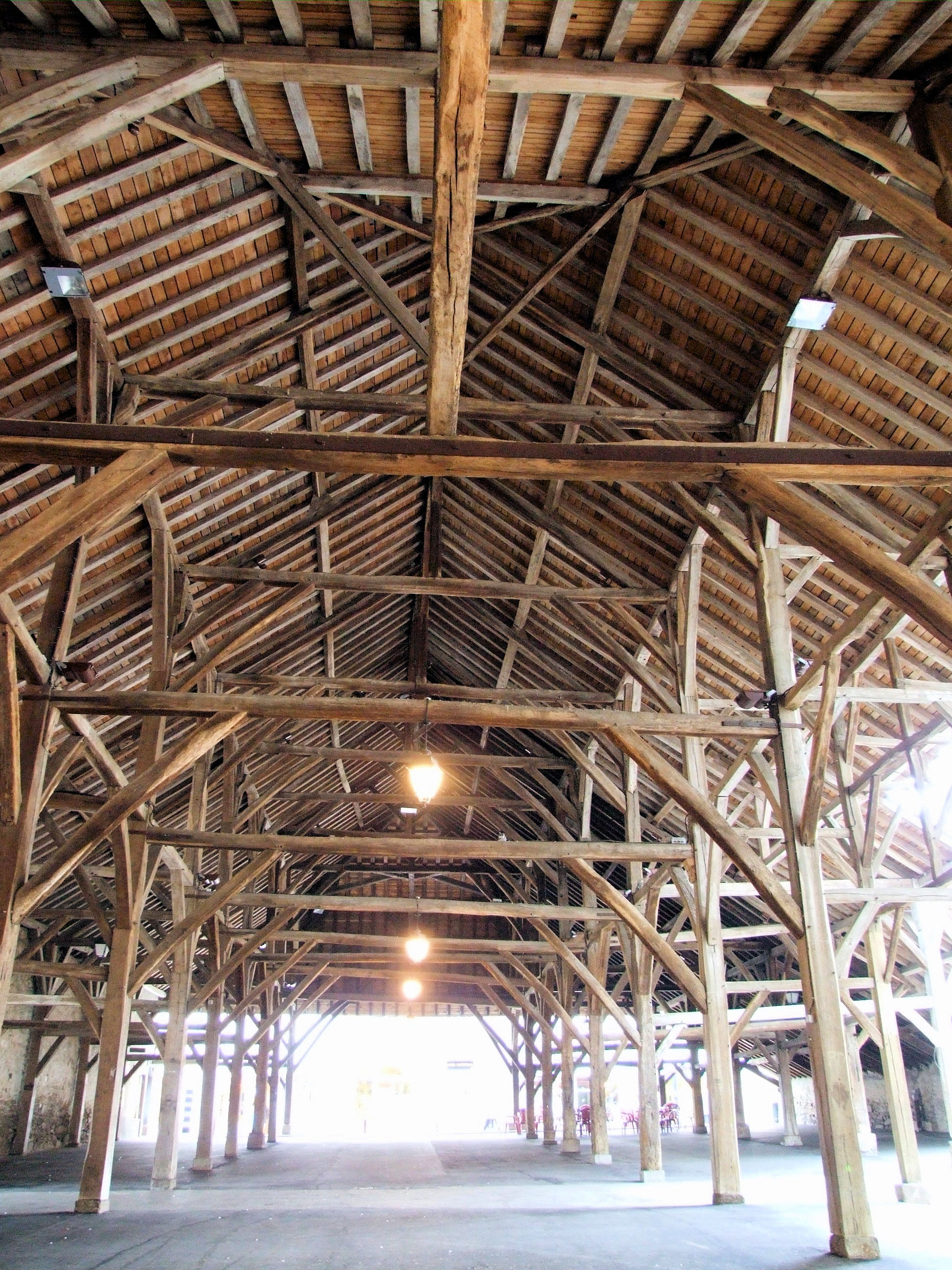
Markthal
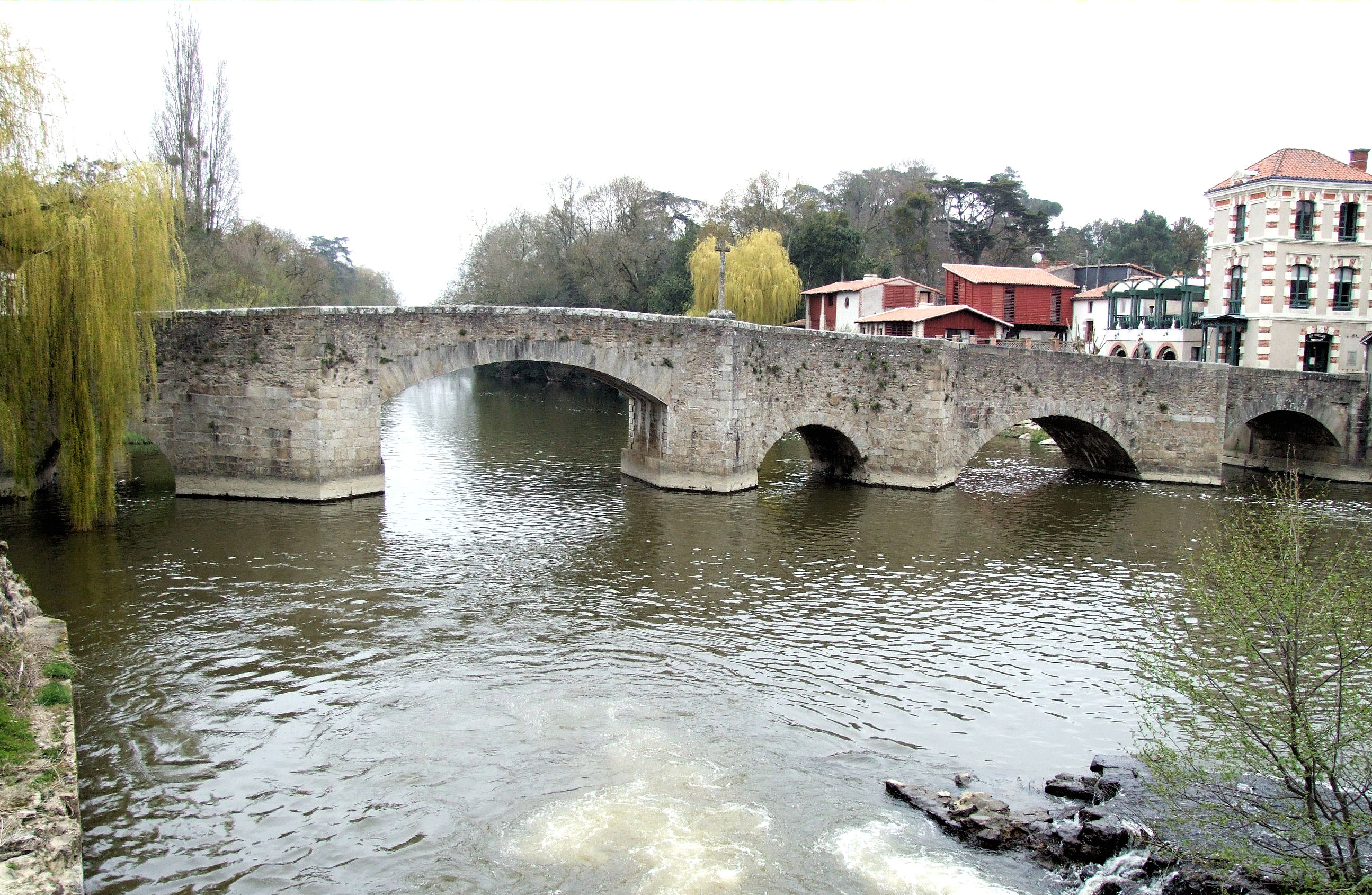
Pont Saint-Antoine over de Moine
- Halles (14e eeuw)

- Kasteel van Clisson
- Église Notre-Dame
- Église de la Trinité
- La Garenne Lemot
- Markthal
- Pont de la Vallée